# Almira Osmanović
Almira Osmanović (Bijeljina, 21. kolovoza 1958.) je hrvatska balerina i glumica.

## Životopis
Almira Osmanović baletnu edukaciju započela je u Zagrebu kod prof. Silvije Hercigonje, a usavršavala u Akademijskoj koreografskoj školi "Agripina Vaganova" u Petrogradu kod Ljudmile Safranove, gdje je i diplomirala. Stalnom članicom Baleta Hrvatskoga narodnog kazališta u Zagrebu postala je 1977. godine, a solisticom 1979. godine. Nakon povratka iz Petrograda, postaje prvakinja Baleta Hrvatskoga narodnog kazališta u Zagrebu, pleše vodeće uloge u svim baletima klasičnog, modernog i nacionalnog repertoara, te stječe titulu nacionalne prvakinje.
Nastupala je u HNK Split, HNK Rijeka, INK Pula, Osijeku, Varaždinu, Čakovcu, Zadru i dr.
Gostovala je u mnogim gradovima po svijetu. Ostvarila je i nastupe u filmovima, TV dramama i koreodramama. Osvojila je brojne nagrade na državnoj i međunarodnoj razini. Dužnost ravnateljice Baleta HNK u Zagrebu obnašala je od 1994. do 2002. a od 2002. je ravnateljica Baleta HNK u Splitu.

## Uloge

### Filmske uloge
- "Koko i duhovi" kao Ruža (2011.)
- "Sjećanje na Georgiju" kao Sanja (2002.)
- "Ne zaboravi me" (1996.)

## Nagrade
- 1995. -  Nagrada hrvatskoga glumišta za najbolje umjetničko ostvarenje, za ostvarenje naslovne uloge Swanilde u baletu "Coppelia" u izvedbi Baleta Hrvatskog narodnog kazališta iz Zagreba[2]
- 1999. -  Nagrada Ana Roje - Oskar Harmoš za najbolje baletno ostvarenje u sezoni
- Red Danice hrvatske s likom Marka Marulića

## Vanjske poveznice
- Almira Osmanović u internetskoj bazi filmova IMDb-u (engl.)